# Roma, Texas
Roma là một thành phố thuộc quận Starr, tiểu bang Texas, Hoa Kỳ. Năm 2010, dân số của xã này là 9765 người.

## Dân số
- Dân số năm 2000: 9617 người.
- Dân số năm 2010: 9765 người.